# Jankiel Wiernik

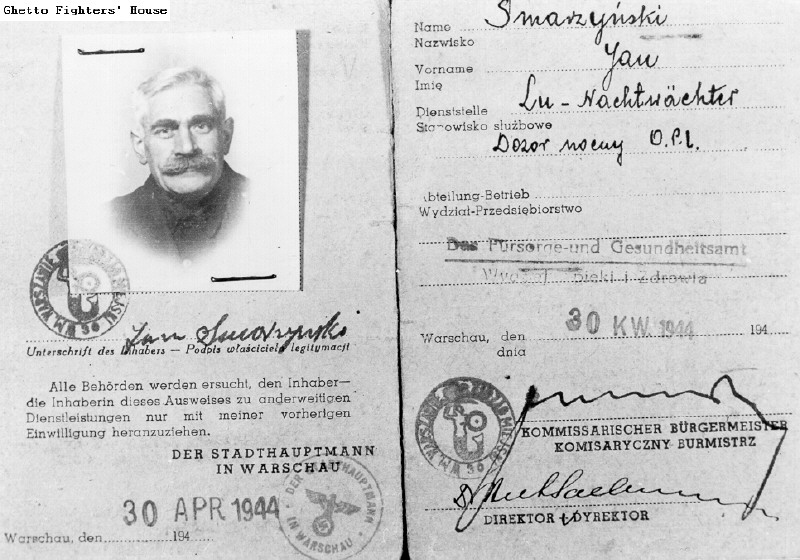
Fałszywa „aryjska” kenkarta Jankiela Wiernika, wydana na nazwisko Smarzyński

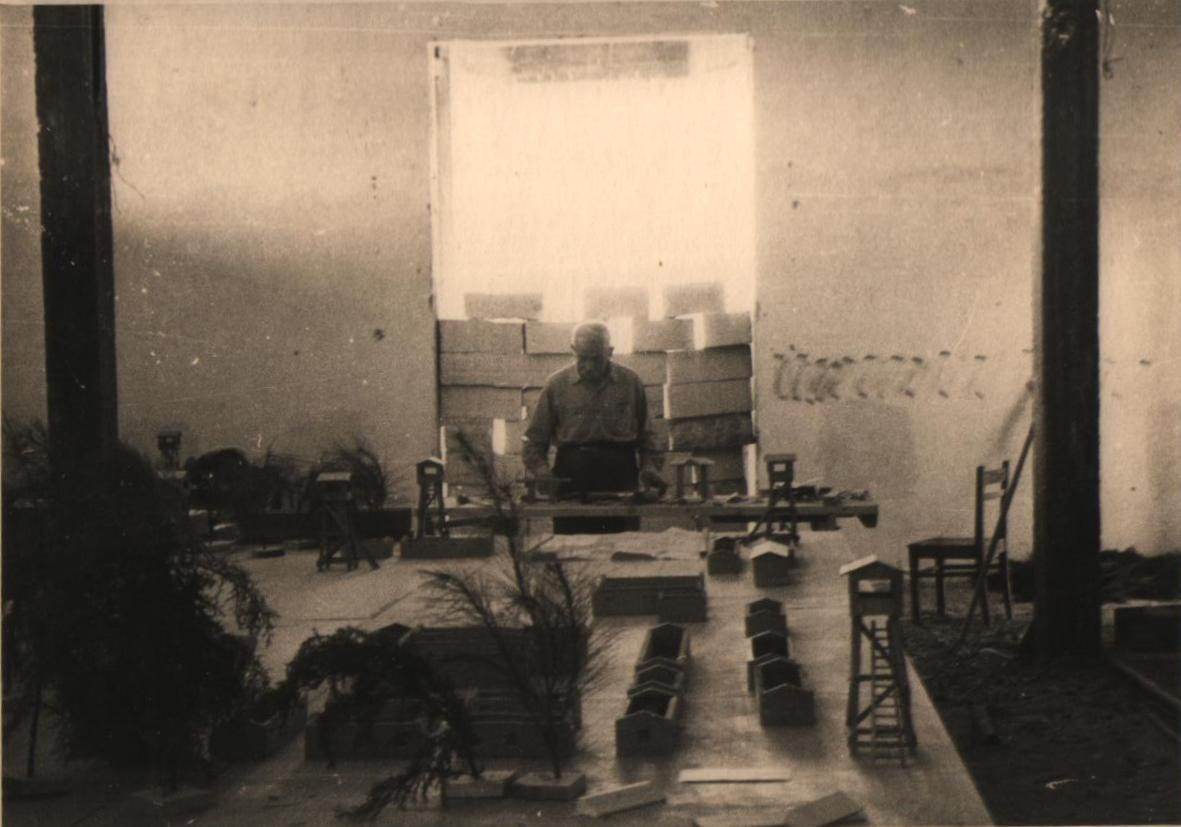
Jankiel Wiernik w czasie pracy nad drewnianą makietą obozu w Treblince

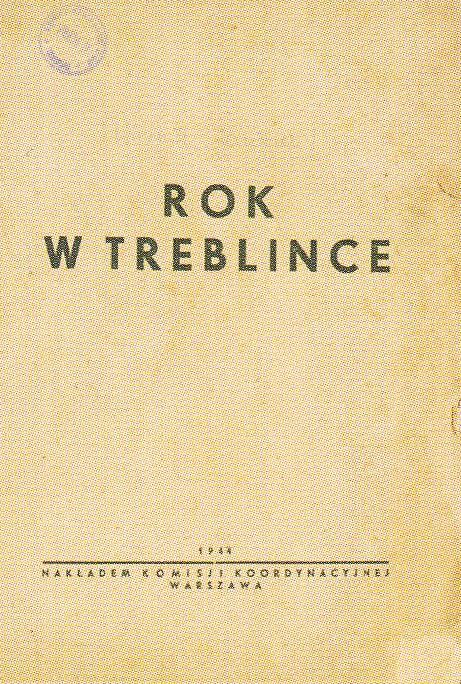
Pierwsza strona relacji Wiernika, wydana w 1944 przez wydawnictwo konspiracyjne

Jankiel Wiernik, hebr. יעקב ויירניק (ur. 1889 w Białej Podlaskiej, zm. 1972 w Riszon le-Cijjon w Izraelu) – polski Żyd, ocalony z obozu w Treblince, autor świadectwa Rok w Treblince, jednego z głównych źródeł na temat metod eksterminacji Żydów w tym obozie. Był jednym z organizatorów zbrojnego buntu więźniów w Treblince w sierpniu 1943 roku. Zeznawał na procesie Ludwiga Fischera w 1947 roku oraz Adolfa Eichmana w 1961 roku.

## Życiorys
Przed wybuchem wojny Jankiel Wiernik mieszkał i pracował w Warszawie jako wykwalifikowany cieśla i rządca domu należącego do rodziny Krzywoszewskich. 23 sierpnia 1942 roku został deportowany z warszawskiego getta do obozu zagłady w Treblince. Po przybyciu Wiernik nie został od razu zabity, lecz wyselekcjonowany do pracy – początkowo przy transporcie zwłok z komór gazowych do masowych grobów, następnie (ze względu na swoje kwalifikacje jako cieśla) przy budowie baraków, budynku straży i bramy wejściowej. Uzyskał dzięki temu wstęp na teren zarówno obozu pracy Treblinka I, jak i obozu zagłady Treblinka II. Wykorzystał to, zostając jednym z organizatorów zbrojnego buntu więźniów w Treblince w sierpniu 1943 roku.
Wiernik uciekł podczas buntu 2 sierpnia 1943 roku, zabiwszy siekierą strażnika i ukrywając się w pociągu towarowym, dostał się do Warszawy. Tam zaopiekowała się nim rodzina Krzywoszewskich, jego przedwojennych pracodawców i zaopatrzyła w fałszywą kenkartę na nazwisko Kowalczyk. O istnieniu naocznego świadka zagłady w Treblince dowiedzieli się członkowie Żegoty i ŻOB, którzy namówili Wiernika do spisania zapamiętanych faktów. Dokument ten wydano na początku 1944 roku jako Rok w Treblince. 
Wiernik ukrywał się w Warszawie do wybuchu powstania warszawskiego pod nazwiskiem Jana Smarzyńskiego. Brał udział w powstaniu jako członek Armii Ludowej.
W 1949 roku wyemigrował z Polski, początkowo do Szwecji, a następnie do Izraela. Na początku lat 50. wykonał drewnianą makietę obozu w Treblince, którą zaprezentował podczas procesu Adolfa Eichmana, na którym zeznawał w 1961 roku. Wcześniej, w 1947 roku, jego zeznania stanowiły materiał dowodowy także na procesie Ludwiga Fischera.
Zmarł w 1972 roku w Riszon le-Cijjon w wieku 83 lat

## Rok w Treblince
Rok w Treblince opisywany jest jako „najbardziej wstrząsający dokument tamtych czasów”. Wiernik w precyzyjny, faktograficzny sposób relacjonuje w nim krok po kroku kolejne etapy eksterminacji w Treblince, od przybycia transportu do zacierania śladów mordu (palenie zwłok na rusztach z szyn kolejowych). Drukujący Rok w Treblince konspiracyjny drukarz Kazimierz Gliński wspominał, iż wielokrotnie musiał przerywać pracę z powodu szoku wywołanego jego treścią.
Relacja Wiernika została początkowo wydana jako dwudziestoczterostronicowa broszura konspiracyjna przez Komisję Koordynacyjną ŻKN i Bundu, przy pomocy Rady Pomocy Żydom. Druk odbywał się w drukarni konspiracyjnej Stronnictwa Polskiej Demokracji, zorganizowanej przez Ferdynanda Arczyńskiego w lokalu przy ulicy Nowy Świat 43. Nakład broszury Władysław Bartoszewski (który brał udział w jej dystrybucji) ocenia na 2000 egzemplarzy.
Rok w Treblince w postaci mikrofilmów został przekazany, wraz z innymi dokumentami polskiego podziemia, kanałami konspiracyjnymi do Londynu. Jeszcze w roku 1944 świadectwo Wiernika zostało przełożone na angielski, jidysz i hebrajski i wydane w Stanach Zjednoczonych oraz Izraelu. Ukazało się też tłumaczenie francuskie.
W 2003 roku Rada Ochrony Pamięci Walk i Męczeństwa wydała Rok w Treblince z przedmową Władysława Bartoszewskiego.